# Korfu
Korfu, resp. Kerkyra (řecky Κέρκυρα / Kérkyra [ˈkʲe̞ɾkʲiɾa]IPA; starořecky Κέρκυρα nebo Κόρκυρα; latinsky Corcyra; italsky Corfù; anglicky Corfu) je druhý největší ostrov v Jónském moři, součást Řecka. Má rozlohu 592 km² a zhruba 100 tisíc obyvatel. Je sedmým největším a pátým nejlidnatějším řeckým ostrovem. Jeho střediskem je stejnojmenné město, kde žije asi třetina obyvatel ostrova. Od pevniny Balkánu ho odděluje Korfský průliv. Na pouhé 2 km se Korfu přibližuje k pobřeží jižní Albánie, řecká pevnina je vzdálena necelých 10 km. Korfu má výsadní postavení v moderních řeckých dějinách jako ohnisko národní kultury a obrody v době před obnovením řecké státnosti.

## Název
Řecký název má původ ve staré mytologii, konkrétně ve jméně vodní nymfy Korkyry. Druhý používaný název Korfu je převzat z italského Corfù, což je zkomolenina byzantského výrazu Κορυφώ (Koryfó), „město hor“.

## Historie
Kerkyra je odedávna spjata se starořeckými dějinami a mýty. Roku 432 př. Kr. se zdejší polis utkalo s Korintem ve velké námořní bitvě u Sybotských ostrovů, která byla jedním z katalyzátorů peloponéské války.
Strategický význam ostrova při vjezdu do Jaderského moře vedl ve středověku k řadě útoků a invazí. Z toho důvodu zde bylo vybudováno množství obranných hradů a pevností, přičemž dvě z nich obklopují ze dvou stran hlavní město. Od roku 1204 bylo Korfu součástí Benátské republiky a postupně se coby jeden z klíčových obranných bodů proti Osmanské říši stal ostrov jedním z nejvíce opevněných míst v Evropě.
Roku 1693 zde bylo založeno Vznešené divadlo svatého Jakuba na Korfu (Nobile Teatro di San Giacomo di Corfù), které se v průběhu 18. století stalo kulturním střediskem formujícím moderní řeckou operu.
Za napoleonských válek ostrov nejprve roku 1797 získala Francie, od níž ji po dvou letech dobyla spojená rusko-turecká flotila. Tyto mocnosti ustavily na celém Jónském souostroví tzv. Republiku sedmi ostrovů, která sídlila právě na Korfu. Díky poskytnuté autonomii šlo o první území spravované Řeky od pádu Byzantské říše. Samospráva zůstala zachována i poté, co ho roku 1807 ovládla znovu Francie. Po Vídeňském kongresu roku 1815 připadlo Korfu Británii, která ho roku 1864 postoupila mezitím vzniklému Řeckému království.
Už za francouzské správy byla na Korfu založena Jónská akademie, z níž se pod britskou správou stala roku 1824 první moderní řecká univerzita, poskytující vzdělání v oboru filologie, práva a medicíny. Po připojení ostrova k Řecku byla uzavřena, aby nekonkurovala univerzitě v Athénách (založené 1837), a její knihovna a část akademiků se přesunula tam. Určité sepětí s Korfu je vyjádřeno v pojmenování athénské univerzity po prvním řeckém prezidentu Ioannisu Kapodistriasovi, který z ostrova pocházel. Za přímého pokračovatele zrušené korfské univerzity se považuje současná Jónská univerzita, založená roku 1984 a mající pracoviště kromě Korfu také na ostrovech Lefkada, Kefalonia a Zakynthos.
Za první světové války ostrov posloužil jako azyl pro srbskou armádu staženou z obsazeného Srbska, mnoho vojáků zde tehdy zemřelo na epidemie nebo vyčerpáním. Srbský premiér Nikola Pašić a zástupce jihoslovanského výboru Ante Trumbić zde roku 1917 podepsali tzv. Korfskou deklaraci vyhlašující společné jihoslovanské království pod vládou srbské dynastie.
Trvající strategický význam Korfu se potvrdil Korfským incidentem roku 1923, kdy byl ostrov napaden Mussoliniho Itálií. K realizované italské okupaci pak došlo roku 1941 během italsko-řecké války (v rámci druhé světové války), načež byl ostrov přímo připojen k Itálii. Ještě toho roku zde došlo k velkým studentským protestům, což byl jeden z prvních projevů řeckého a vůbec evropského protifašistického odboje. Mnoho obyvatel Korfu následně uprchlo na pevninu, kde se připojili k řeckým partyzánům.
Po zhroucení italského fašistického režimu roku 1943 převzali iniciativu Němci a 14. září provedli těžké bombardování, při němž byla zničena většina historického města Korfu včetně řady památných budov. Italské síly se vzdaly a přenechaly ostrov německým okupantům. V červnu 1944 Korfu bombardovali pro změnu Spojenci, aby odvedli pozornost od souběžného vylodění v Normandii. Němcům se ještě podařilo internovat většinu zdejších židů a poslat je na smrt do Osvětimi, než byl ostrov koncem roku 1944 osvobozen britským námořnictvem. Krátce po válce komunistická Albánie položila miny do Korfského průlivu, což roku 1946 vedlo k závažnému incidentu mezi Albánií a Spojeným královstvím (šlo o jednu z prvních vážných roztržek v rámci studené války). 
V poválečné době proběhla na Korfu rozsáhlá rekonstrukce a obnova zničených staveb a institucí, mnoho dalších bylo nově založeno. Významně se rozvinul turistický ruch.

## Administrativní dělení
Ostrov Korfu tvoří většinu stejnojmenné regionální jednotky, která zahrnuje ještě okolní menší ostrovy jako Paxos, Antipaxos nebo Othoni. Celá jednotka je pak součástí řeckého kraje Jónské ostrovy, jehož správa sídlí také ve městě Korfu.
Ostrov se dále člení na 3 obce: 
- Severní Korfu (sídlo Acharavi, 4 obecní jednotky)
- Střední Korfu a Diapontské ostrovy (Korfu, 8 obecních jednotek)
- Jižní Korfu (Lefkimmi, 3 obecní jednotky)

Samostatnou obec tvoří ještě Paxos s okolními ostrůvky.

## Charakter a ekonomika
Ostrovu Korfu se přezdívá také „smaragdový“ či „olivový ostrov“, a to díky nádherným barvám, kterými hýří. Daří se tu především zeleným rostlinám (jehličnanům, olivovníkům či palmám), ale i například barevným orchidejím. To vše obklopuje čisté, sytě modré moře. Nachází se zde pohoří Pantokrator se stejnojmennou nejvyšší horou (906 m n. m.).
Hospodářství ostrova stojí především na turistickém ruchu a dále na pěstování oliv (počet olivovníků na ostrově se odhaduje na 3,5 – 5,5 miliónu; o Korfu se tvrdí, že je nejzelenějším z řeckých ostrovů). Také se zde pěstuje kumquat – trpasličí pomeranč, který se prodává nejčastěji jako proslazené celé plody, marmeláda, a dále se z něj vyrábí tradiční sladký alkoholický nápoj (likér) téhož jména. Menší objem ekonomiky spíše na samozásobitelské úrovni představují rybolov, vinařství a zemědělství.
Historické jádro hlavního města je od roku 2007 zapsáno na seznam historického dědictví UNESCO. Na ostrově nalezneme množství dalších historických a kulturních památek, jakými jsou např. klášter Vlacherna a blízký ostrůvek Pontikonissi s klášterem Pantokrator, pravoslavný klášter Paleokastritsa nebo zámek Achilleion. Na jihozápadním pobřeží je byzantský hrad Gardiki ze 13. století.
V roce 2025 uvedl sever Novinky.cz, že se ostrov chce zaměřit na turismus zejména movité klientely a snížit tak počet přijíždějících turistů, aniž by došlo ke snížení příjmů ostrova z turismu.

## Podnebí
Korfu leží v subtropickém středomořském podnebném pásu. Pro zdejší klima jsou charakteristické mírné vlhké zimy a horká slunečná léta. V zimě jsou typickým tlakovým útvarem tlakové níže, které přináší srážky. V létě jsou naopak dominantní tlakové výše s minimem oblačnosti a vysokými teplotami. Na počasí na Korfu má vliv také nedaleké pobřežní pohoří.[zdroj?]
Na jaře je průměrná teplota na Korfu 22 °C, v létě 32 °C, na podzim 23 °C a v zimě 12 °C. Teplota moře je vhodná ke koupání od června do poloviny října.[zdroj?]
Drtivá většina srážek spadne na podzim a v zimě, průměrný zimní měsíc má až 14 deštivých dnů. V létě se naopak srážky objevují výjimečně, deštivé dny jsou maximálně 3 až 4 v měsíci. Slunečné počasí ojediněle přeruší bouřka, nikdy však letní zhoršení počasí netrvá dlouho. Na Korfu spadne průměrně 1 100 mm srážek za rok, což je poměrně vysoký úhrn, a proto je ostrov krásně zelený.[zdroj?]
Typické je zesílené proudění. Vítr vyrovnává rozdíly mezi tlakovými útvary v Jónském moři a okolí, pobřeží potom ovlivňuje každodenní bríza. Zejména v zimním půlroce se může přes albánské hory přehoupnout na hladinu moře studený vichr bóra. V zimě se může v nejvyšších polohách objevit sněhová pokrývka.[zdroj?]

## Známí obyvatelé
- Na ostrově prožil se svou rodinou ve 30. letech 20. století část svého dětství anglický zoolog a spisovatel Gerald Durrell. O svém pobytu zde napsal několik knih plných laskavého humoru – nejznámější z nich jsou O mé rodině a jiné zvířeně a Ptáci, zvířata a moji příbuzní. Jeho starší bratr, spisovatel Lawrence Durrell, píše o Korfu ve svém románu Prospero's Cell. Lawrencova vila „White House“ dosud stojí v městečku Kálami.
- Na ostrově měla svůj zámek Achilleion rakouská císařovna a česká královna Alžběta Bavorská zvaná Sissi, manželka císaře Františka Josefa I.
- Prvních 8 let života zde strávil britský princ Philip.
- Žije zde Konstantinos Kufos, řecký populární zpěvák.